# Francesco Colasuonno
Francesco Colasuonno (2 de janeiro de 1925 - 31 de maio de 2003) foi um prelado italiano da Igreja Católica, que serviu como diplomata do Vaticano por mais de duas décadas. Ele tinha o título pessoal de arcebispo e no final de seu serviço tornou-se cardeal.

## Biografia
Colasuonno nasceu em Grumo Appula , Bari, Itália. Foi ordenado sacerdote em 1947 e depois lecionou por mais de uma década no seminário em Bari, enquanto fazia doutorado em teologia e direito canônico.
Ele serviu no escritório da Secretaria de Estado da Santa Sé a partir de 1958 e depois no corpo diplomático do Vaticano. Depois de trabalhar nos Estados Unidos de 1962 a 1967e então na Índia e em Taiwan, suas atribuições incluíram delegado apostólico em Moçambique de 1974 a 1981; pró-núncio no Zimbábue de 1981 a 1985; pró-núncio na Iugoslávia de 1985 a 1986; enviado papal para a Europa Oriental de 1986 a 1990; núncio para a União Soviética (e seu sucessor, a Federação Russa) de 1990 a 1994, e núncio para a Itália de 1994 a 1998. Foi o primeiro Delegado Apostólico em Moçambique e o primeiro núncio papal na União Soviética. Seu trabalho na Europa Oriental coincidiu com o interesse especial do Vaticano na região de João Paulo II e com o colapso da União Soviética e do Pacto de Varsóvia .Grande parte de seu trabalho envolveu a localização de comunidades de católicos que sobreviveram sob o comunismo e persuadir governos a permitir que o Vaticano restabelecesse igrejas e, especialmente, nomeasse bispos. Após anos de negociação, ele consagrou três bispos na Tchecoslováquia em 1988.  Para localizar católicos em Vladivostok, ele caminhou pela cidade em sua batina para se dar a conhecer.
Ele foi nomeado Arcebispo Titular de Truentum em 1975 e consagrado em fevereiro. O Papa João Paulo II fez dele cardeal em um consistório em 21 de fevereiro de 1998. Ele se aposentou naquele ano.
Ele morreu em seu local de nascimento, Grumo Appula, em 31 de maio de 2003. Ele foi sepultado na Igreja de Santa Maria Assunta em Bari.